# ZEM
Os ZEM foram uma banda pop rock portuguesa formada em Loures, nos finais de 1982.

## Biografia
Em 1982, Francis Riba, João Sanguinheira e Victor Bagoim formaram o grupo musical Os Senhores. António José, entra mais tarde como baterista. Com a entrada de Paulo Santos e Tó Gonçalves, ambos guitarristas, o grupo começa a ficar com uma sonoridade mais complexa.
Mudam de nome para ZEM em 1984. Em Março de 1987 é editado um single com os temas "Louca Paixão" (o primeiro tema de um grupo português a passar na Rádio Cidade) e "João Sem Medo".
Em 1987 participaram no 4.º Concurso do Rock Rendez-Vous, voltando a utilizar o nome original, Os Senhores. A alteração do nome surge, por já terem um disco editado e o regulamento do concurso só permitir a participação de grupos não editados.
Numa entrevista ao jornal Blitz, após a participação no 4.º Concurso do Rock Rendez-Vous, Francis Riba confessa que vê o futuro negro pois os seus devaneios musicais estavam a levá-lo para caminhos obscuros e pouco comerciais.
O álbum de estreia com o nome homónimo ZEM, é lançado em Novembro de 1987. Pouco tempo depois a banda dissolve-se, devido a problemas internos, seguindo os seus elementos percursos distintos.

### Membros
- Francis Riba- baixo / voz
- João Sanguinheira - guitarra solo / voz
- Victor Bagoim - teclas / voz
- António José - bateria
- Paulo Santos - guitarra ritmo / percussão
- Tó Gonçalves - guitarra

## Discografia
- Março de 1987 - Louca Paixão (single)
- Novembro de 1987 - ZEM (LP)